# Liste der Auslandsvertretungen Ungarns

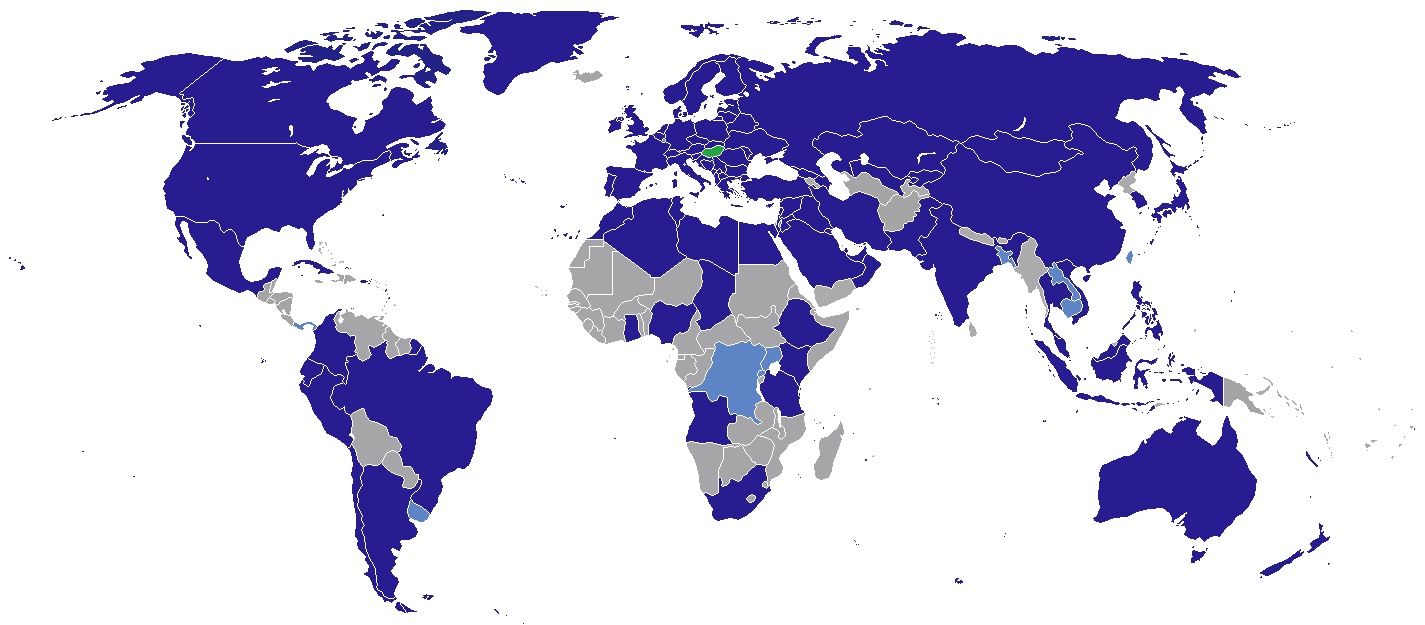
Standorte der diplomatischen Vertretungen (Botschaften und Konsulate, ohne Honorarkonsulate, Stand 2011)

Dies ist eine Liste der diplomatischen Vertretungen Ungarns. Die Republik Ungarn unterhält ein Netzwerk von über 80 Botschaften weltweit.

## Diplomatische Vertretungen

### Afrika
| - Ägypten: Kairo, Botschaft - Äthiopien: Addis Abeba - Algerien: Algier, Botschaft - Angola: Luanda, Botschaft - Ghana: Accra, Botschaft - Kenia: Nairobi, Botschaft - Libyen: Tripolis, Botschaft | - Marokko: Rabat, Botschaft - Nigeria: Abuja, Botschaft - Ruanda: Kigali, Büro - Südafrika: Pretoria, Botschaft - Sudan: Khartum, Büro - Tunesien: Tunis, Botschaft - Uganda: Kampala, Büro |

### Asien

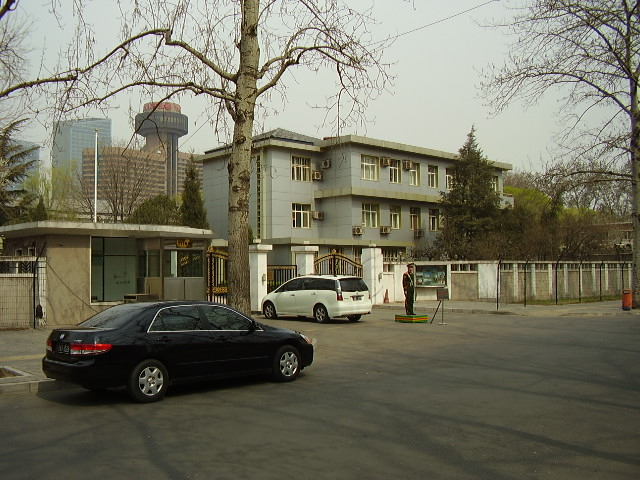
Ungarische Botschaft in Peking

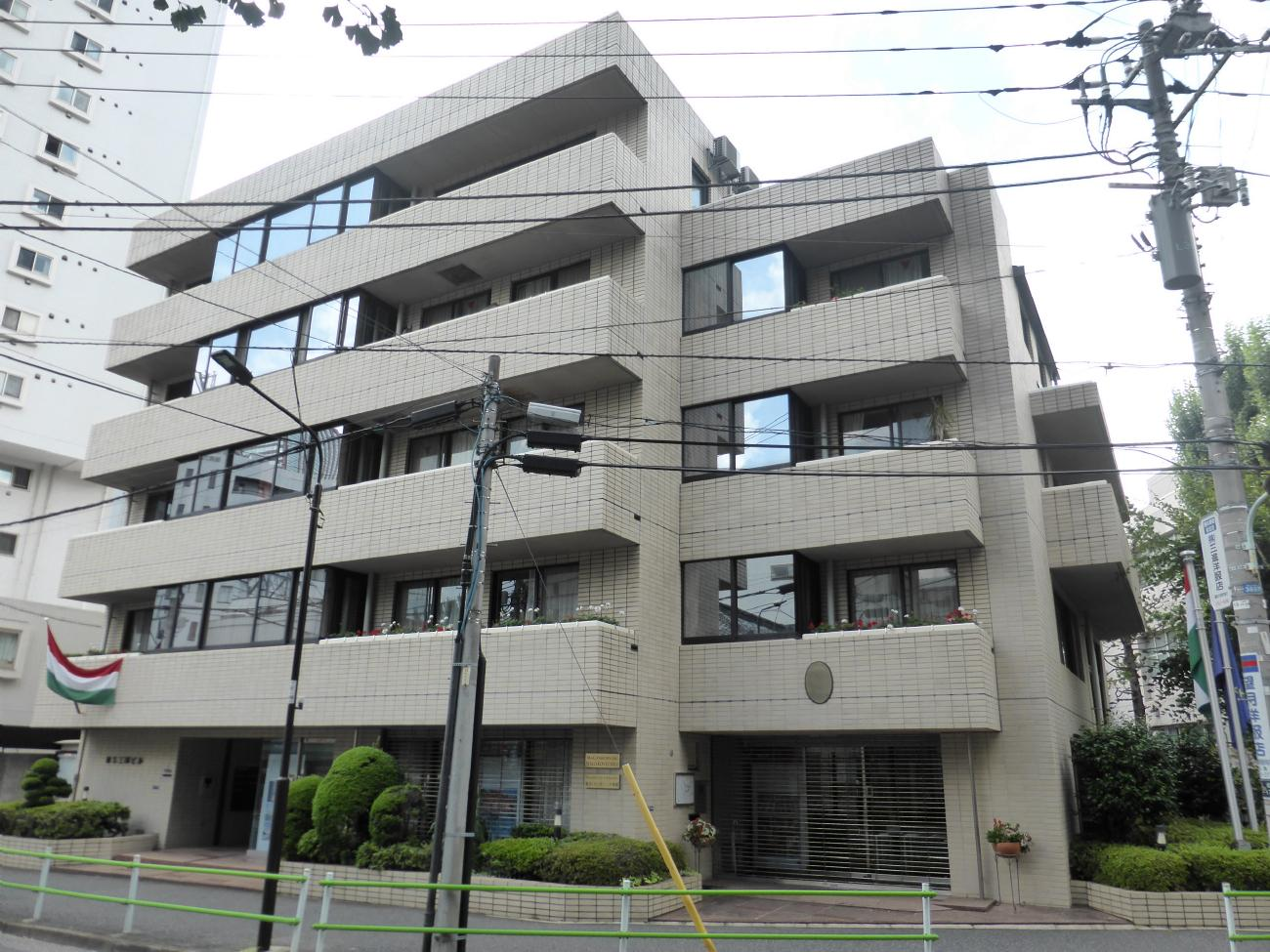
Ungarische Botschaft in Tokio

| - Aserbaidschan: Baku, Botschaft - Bangladesch: Dhaka, Botschaft - Volksrepublik China: Peking, Botschaft - China: Chongqing, Generalkonsulat - China: Guangzhou, Generalkonsulat - China: Hongkong, Generalkonsulat - China: Shanghai, Generalkonsulat - Indien: Neu-Delhi, Botschaft - Indien: Mumbai, Botschaft - Indonesien: Jakarta, Botschaft - Iran: Teheran, Botschaft - Irak: Bagdad, Botschaft - Irak: Erbil, Generalkonsulat - Israel: Tel Aviv, Botschaft - Japan: Tokio, Botschaft - Jordanien: Amman, Botschaft - Kambodscha: Phnom Penh, Botschaft - Katar: Doha, Botschaft - Kasachstan: Astana, Botschaft - Kasachstan: Almaty, Generalkonsulat | - Kuwait: Kuwait, Botschaft - Kirgisistan: Bischkek, Botschaft - Malaysia: Kuala Lumpur, Botschaft - Mongolei: Ulaanbaatar, Botschaft - Laos: Vientiane, Botschaft - Libanon: Beirut, Botschaft - Oman: Maskat, Botschaft - Palästina: Ramallah, Ständige Vertretung - Pakistan: Islamabad, Botschaft - Philippinen: Manila, Botschaft - Saudi-Arabien: Riad, Botschaft - Singapur: Singapur, Botschaft - Südkorea: Seoul, Botschaft - Syrien: Damaskus, Botschaft - Thailand: Bangkok, Botschaft - Usbekistan: Taschkent, Botschaft - Vereinigte Arabische Emirate: Abu Dhabi, Botschaft - Vietnam: Hanoi, Botschaft - Vietnam: Ho-Chi-Minh-Stadt, Generalkonsulat |

### Australien und Ozeanien
- Australien: Canberra, Botschaft
- Australien: Melbourne, Konsularbüro
- Australien: Sydney, Konsularbüro
- Neuseeland: Wellington, Botschaft

### Europa

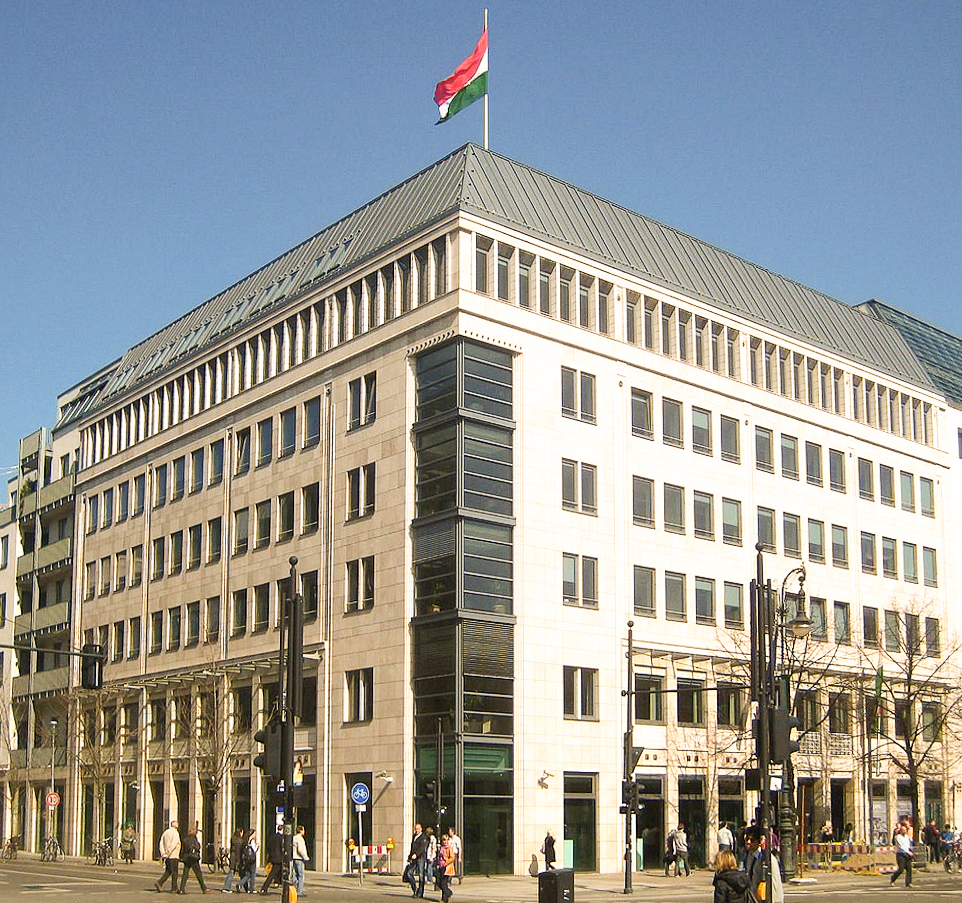
Ungarische Botschaft in Berlin

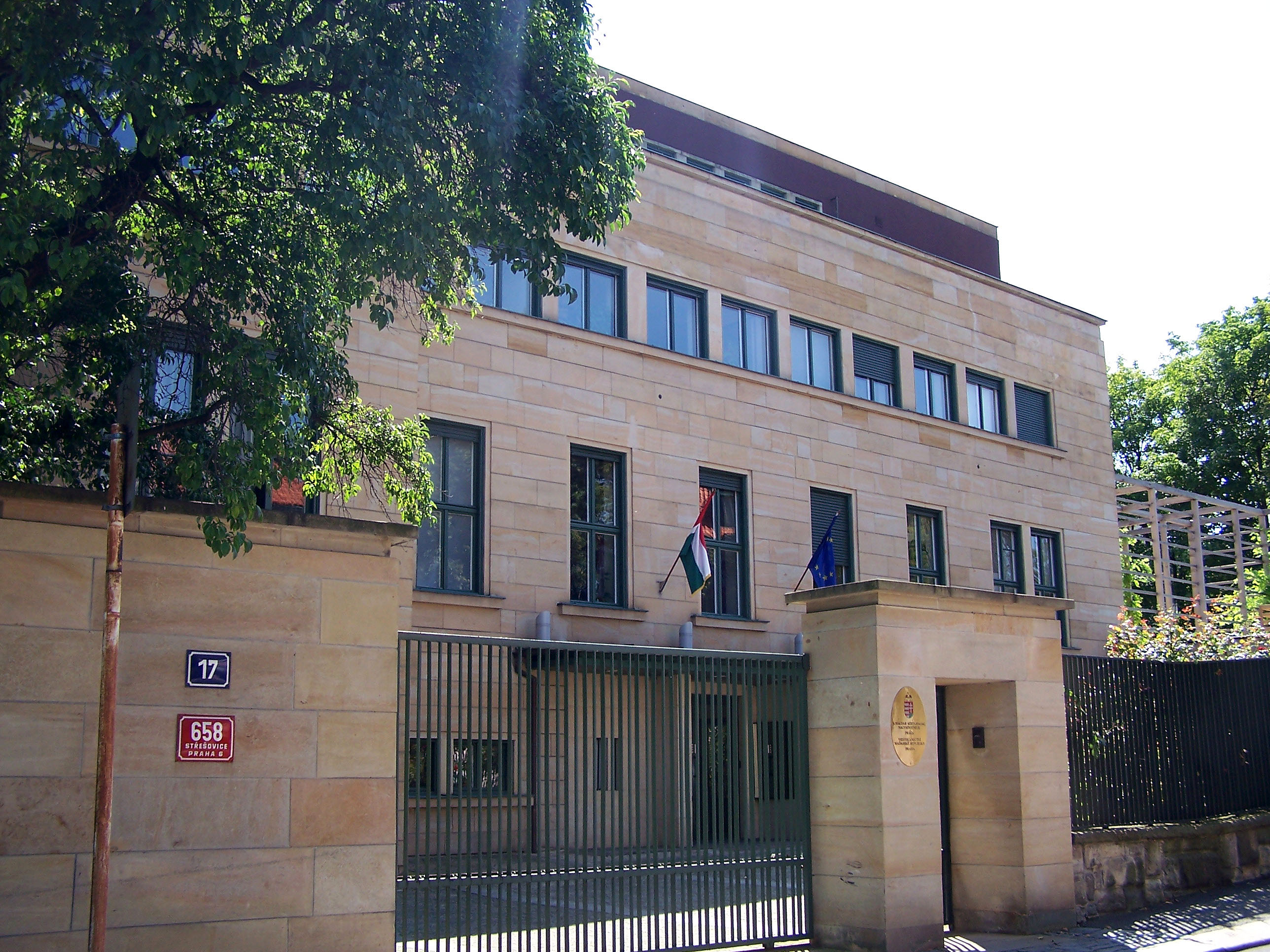
Ungarische Botschaft in Prag

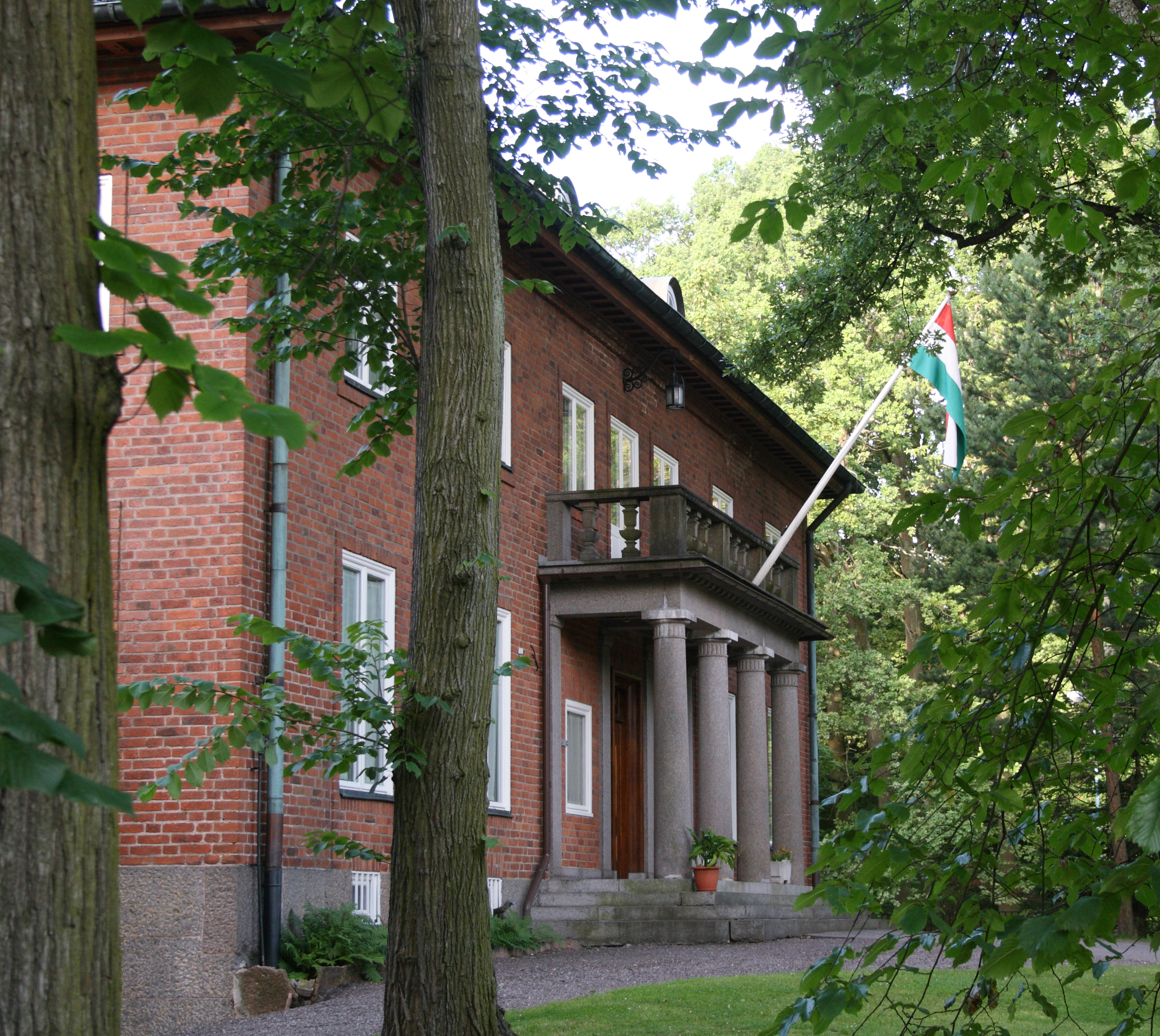
Ungarische Botschaft in Stockholm

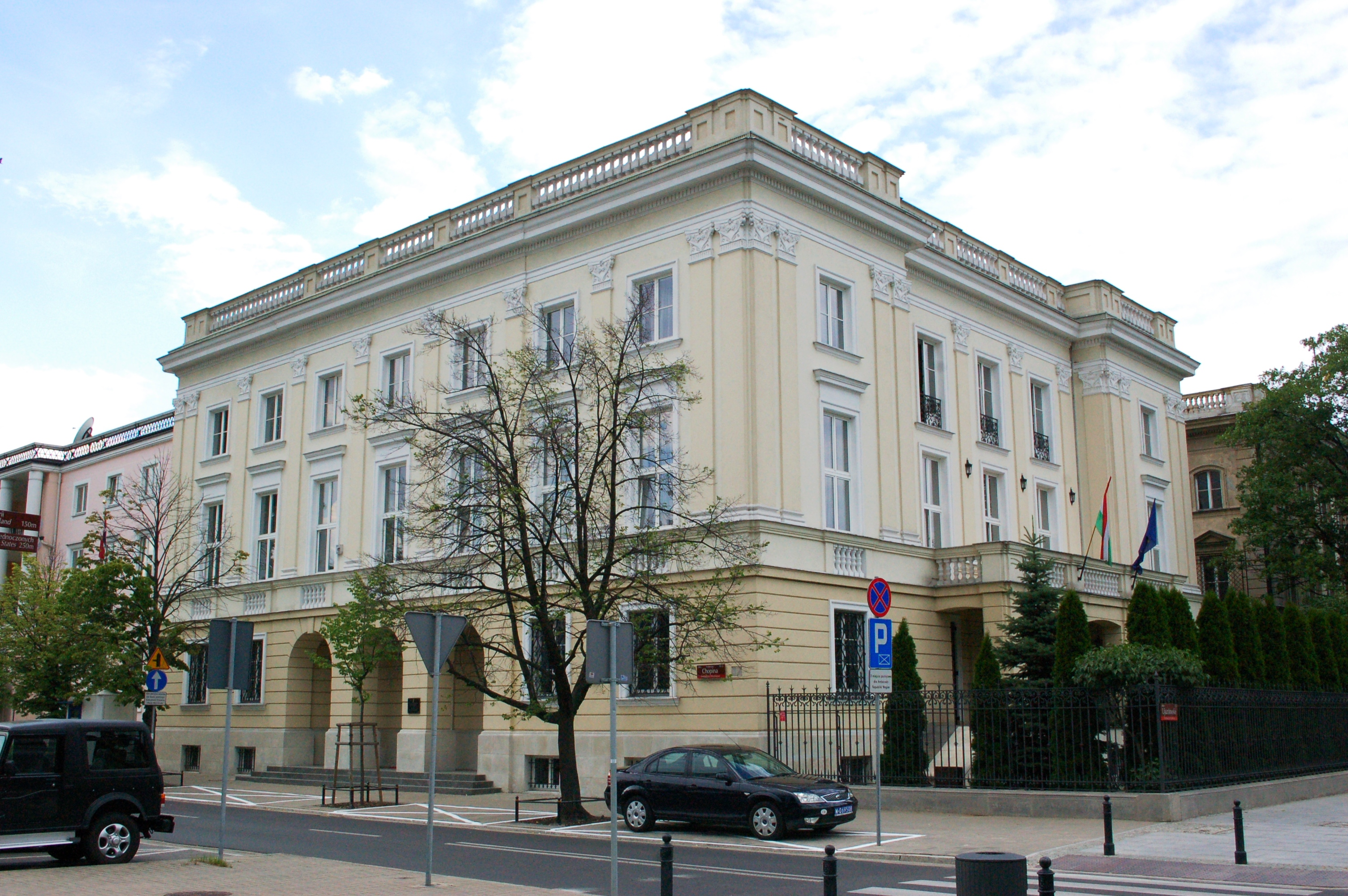
Ungarische Botschaft in Warschau

| - Albanien: Tirana, Botschaft - Belarus: Minsk, Botschaft - Belgien: Brüssel, Botschaft (→ Liste der Botschafter) - Bosnien und Herzegowina: Sarajewo, Botschaft - Bulgarien: Sofia, Botschaft - Dänemark: Kopenhagen, Botschaft - Deutschland: Berlin, Botschaft (→ Liste der Botschafter) - Deutschland: Düsseldorf, Generalkonsulat - Deutschland: München, Generalkonsulat - Deutschland: Stuttgart, Generalkonsulat - Estland: Tallinn, Botschaft - Finnland: Helsinki, Botschaft - Frankreich: Paris, Botschaft (→ Liste der Botschafter) - Frankreich: Lyon, Vizekonsulat - Georgien: Tiflis, Botschaft - Griechenland: Athen, Botschaft - Irland: Dublin, Botschaft - Italien: Rom, Botschaft (→ Liste der Botschafter) - Italien: Mailand, Generalkonsulat - Kosovo: Priština, Botschaft - Kroatien: Zagreb, Botschaft (→ Liste der Botschafter) - Kroatien: Osijek, Generalkonsulat - Lettland: Riga, Botschaft - Litauen: Vilnius, Botschaft - Luxemburg: Luxemburg, Botschaft - Nordmazedonien: Skopje, Botschaft - Malta: Valletta, Botschaft - Moldau: Chișinău, Botschaft - Montenegro: Podgorica, Botschaft - Niederlande: Den Haag, Botschaft - Norwegen: Oslo, Botschaft - Österreich: Wien, Botschaft (→ Liste der Botschafter) - Österreich: Innsbruck, Generalkonsulat - Polen: Warschau, Botschaft | - Polen: Breslau, Generalkonsulat - Polen: Danzig, Generalkonsulat - Polen: Krakau, Generalkonsulat - Portugal: Lissabon, Botschaft - Rumänien: Bukarest, Botschaft - Rumänien: Cluj-Napoca, Generalkonsulat - Rumänien: Miercurea Ciuc, Generalkonsulat - Russland: Moskau, Botschaft (→ Liste der Botschafter) - Russland: Kasan, Generalkonsulat - Russland: Jekaterinburg, Generalkonsulat - Russland: Sankt Petersburg, Generalkonsulat - Schweden: Stockholm, Botschaft - Schweiz: Bern, Botschaft (→ Liste der Botschafter) - Schweiz: Genf, Generalkonsulat - Serbien: Belgrad, Botschaft - Serbien: Subotica, Generalkonsulat - Slowakei: Bratislava, Botschaft - Slowakei: Banská Bystrica, Generalkonsulat - Slowakei: Košice, Generalkonsulat - Slowenien: Ljubljana, Botschaft (→ Liste der Botschafter) - Slowenien: Lendava, Generalkonsulat - Spanien: Madrid, Botschaft - Spanien: Barcelona, Generalkonsulat - Spanien: Málaga, Büro - Tschechien: Prag, Botschaft - Türkei: Ankara, Botschaft (→ Liste der Botschafter) - Türkei: Istanbul, Generalkonsulat - Ukraine: Kiew, Botschaft - Ukraine: Berehowe, Konsulat - Ukraine: Uschhorod, Generalkonsulat - Vereinigtes Königreich: London, Botschaft - Vereinigtes Königreich: Edinburgh, Generalkonsulat - Vereinigtes Königreich: Manchester, Generalkonsulat - Zypern: Nikosia, Botschaft |

### Nordamerika
- Kanada: Ottawa, Botschaft

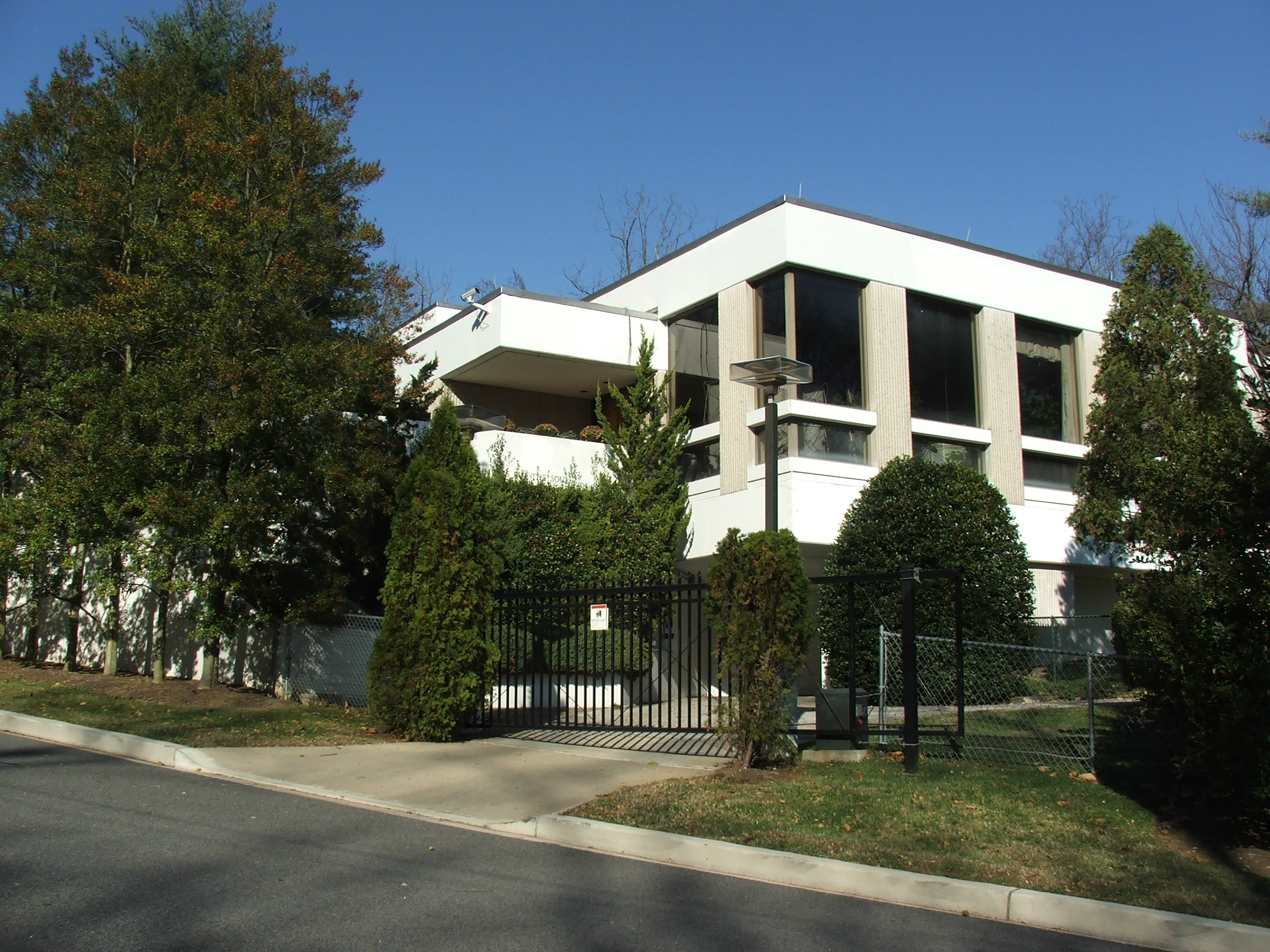
Ungarische Botschaft in Washington, D.C.

- Kanada: Montreal, Generalkonsulat
- Kanada: Toronto, Generalkonsulat
- Kanada: Vancouver, Vizekonsulat
- Kuba: Havanna, Botschaft
- Mexiko: Mexiko-Stadt, Botschaft
- Panama: Panama-Stadt, Büro
- Vereinigte Staaten:  Washington, D.C., Botschaft (→ Liste der Botschafter)
- Vereinigte Staaten: Chicago, Generalkonsulat
- Vereinigte Staaten: Los Angeles, Generalkonsulat
- Vereinigte Staaten: New York, Generalkonsulat
- Vereinigte Staaten: Houston, Vizekonsulat
- Vereinigte Staaten: Miami, Vizekonsulat

### Südamerika
- Argentinien: Buenos Aires, Botschaft
- Brasilien: Brasília, Botschaft
- Brasilien: São Paulo, Generalkonsulat
- Chile: Santiago de Chile, Botschaft
- Ecuador: Quito, Botschaft
- Kolumbien: Bogotá, Botschaft
- Peru: Lima, Botschaft
- Uruguay: Montevideo, Botschaft

## Vertretungen bei internationalen Organisationen
- Europäische Union: Brüssel, Ständige Vertretung
- Vereinte Nationen: New York, Ständige Vertretung
- Vereinte Nationen: Wien, Ständige Vertretung
- Vereinte Nationen: Genf, Ständige Vertretung
- Organisation der Vereinten Nationen für Erziehung, Wissenschaft und Kultur (UNESCO): Paris, Ständige Vertretung
- Organisation der Vereinten Nationen für Ernährung und Landwirtschaft (FAO): Rom, Ständige Vertretung
- Heiliger Stuhl: Rom, Botschaft
- Organisation des Nordatlantikvertrags (NATO): Brüssel, Ständige Vertretung
- Organisation für wirtschaftliche Zusammenarbeit und Entwicklung (OECD): Paris, Ständige Vertretung
- Organisation für Sicherheit und Zusammenarbeit in Europa (OSZE): Wien, Ständige Vertretung